# De steppewolf
Der Steppenwolf is een roman geschreven door de Duits-Zwitserse auteur Hermann Hesse, waarin hij autobiografische en fictieve details samenvoegt. Het boek, dat tot stand kwam in de periode van de Weimarrepubliek na de Eerste Wereldoorlog, weerspiegelt in hoofdzaak de diepe geestelijke crisis waarin Hesse verkeerde in de jaren twintig van de twintigste eeuw. De eerste druk in het Duits werd in 1927 gepubliceerd door S. Fischer Verlag in Berlijn. De Nederlandse vertaling door Pieter Grashof verscheen in 1964 als De Steppewolf bij De Bezige Bij in Amsterdam. 

## Samenvatting
Dit boek is een raamvertelling en bevat de notities van Harry Haller, de hoofdpersoon met dezelfde initialen als de schrijver. Harry Haller voelt een dualisme in zichzelf. Naast mens is hij de 'steppenwolf' die niets moet hebben van menselijk sentiment. Als mens is hij journalist en kritisch op de ontwikkelingen in het Duitsland tijdens het interbellum. Na allerhande vreemde en sprookjesachtige gebeurtenissen komt de Steppewolf erachter dat hij geen duaal wezen is, maar een wezen, zoals ieder, met honderden karakters en personen in zich. De hoofdpersoon waarschuwt expliciet voor de onafwendbaar naderende Tweede Wereldoorlog.

## Invloed op muziek
- De band Steppenwolf ontleent de naam aan de titel van deze roman, die in de jaren zestig in de Verenigde Staten een cultstatus genoot.
- In 1976 bracht Hawkwind het album, Astounding Sounds, Amazing Music, uit, waarop een 9¾ minuten durende song staat die losjes is gebaseerd op de roman.
- He Was A Steppenwolf is een song door Boney M uitgevoerd in 1977.
- Het in 1991 door de Friese band Reboelje uitgebrachte album Magysk Teater (Allinnich foar gekken) is op de roman gebaseerd.
- Ook de Belgische groep Die Anarchistische Abendunterhaltung (DAAU) ontleende zijn naam aan de beroemde roman van Hesse.
- De Zweedse componist Christian Lindberg gaf zijn altvioolconcert uit 2010-2011 de titel Steppenwolf, naar eigen zeggen omdat alles hierin, net als in Hesses roman, "draait om eenzaamheid, compassie en levensstrijd - als een treurige wolf die probeert het gevoel van isolement weg te wassen".

## Oorspronkelijke uitgave
- Hermann Hesse Der Steppenwolf, uitg. S. Fischer, Berlijn (1927)